# Glenda Jackson
Glenda May Jackson (Birkenhead, 9 maggio 1936 – Londra, 15 giugno 2023) è stata un'attrice e politica britannica.
È stata due volte vincitrice del premio Oscar alla miglior attrice, nel 1971 per il suo ruolo in Donne in amore e nel 1974 per Un tocco di classe. Nel 1992 ha abbandonato la carriera artistica per dedicarsi alla politica ed è stata deputato laburista alla Camera dei comuni per il collegio di Hampstead and Kilburn fino al 2015. Nel 2016, dopo venticinque anni dal ritiro dalle scene, è tornata a recitare a teatro nei panni di Re Lear all'Old Vic di Londra e nel 2018 è tornata sulle scene newyorchesi dopo trent'anni di assenza nell'opera teatrale di Edward Albee Tre donne alte, per cui ha vinto il Tony Award alla miglior attrice protagonista in un'opera teatrale.
La Jackson è stata inoltre vincitrice di due Premi Emmy, due Premi BAFTA e un Golden Globe.

## Biografia
Nata a Birkenhead (dal 1972 nel distretto metropolitano di Wirral), vicino a Liverpool, da una famiglia operaia, in giovane età Glenda Jackson lavorò in una farmacia. Dopo aver studiato recitazione al RADA, nel 1957 fece il suo esordio teatrale nella pièce Tavole separate di Terence Rattigan. Dopo il debutto cinematografico nel film The Extra Day (1956), entrò a far parte della Royal Shakespeare Company, e fu diretta dal regista Peter Brook in molti lavori, incluso il Marat/Sade di Peter Weiss, nella parte di Charlotte Corday, ruolo che interpretò anche nella versione cinematografica girata nel 1967. La popolarità arrivò per la Jackson con il suo ruolo nel controverso Donne in amore (1969) di Ken Russell, per il quale vinse il suo primo Oscar alla miglior attrice, e per un altro ruolo molto chiacchierato, quello della moglie ninfomane di Pëtr Il'ič Čajkovskij in L'altra faccia dell'amore (1970), sempre diretto da Russell.
Il regista statunitense Melvin Frank intuì le sue potenzialità di attrice brillante e le offrì la parte da protagonista nel film Un tocco di classe (1973), che le valse il suo secondo Oscar alla migliore attrice protagonista. La Jackson non si presentò a nessuna delle due cerimonie di premiazione, e la sua statuetta fu ritirata in entrambe le occasioni da altre personalità importanti: l'attrice Juliet Mills nel 1971 e il regista Melvin Frank nel 1974. Non si presentò neanche alla cerimonia del 1976, anno in cui ricevette soltanto la candidatura, quando il premio andò a Louise Fletcher. Il suo ultimo film prima di un lungo ritiro, The Secret Life of Arnold Bax, risale al 1992. Nel 1995 fu presa in considerazione per il ruolo di M nel 17º film di James Bond, GoldenEye, ma i produttori le preferirono Judi Dench.
Durante le Elezioni generali nel Regno Unito del 1992 fu eletta deputato laburista nella Camera dei comuni; nei suoi oltre vent'anni di attività politica fu sottosegretaria ai trasporti dal 1997 al 1999. Decise di non ricandidarsi alle elezioni generali nel Regno Unito del 2015, data l'età: le elezioni si sarebbero tenute due giorni prima del suo settantanovesimo compleanno. Nell'ottobre 2016 tornò sulle scene dopo venticinque anni di assenza per interpretare Lear in una produzione di Re Lear in scena per due mesi all'Old Vic di Londra. La sua interpretazione ottenne il plauso della critica e una candidatura al Laurence Olivier Award alla miglior attrice nel 2017.
Nel 2018 tornò sulle scene di New York dopo 30 anni di assenza per interpretare "A" nella prima produzione di Broadway del dramma di Edward Albee Tre donne alte; per la sua performance vinse il Tony Award alla miglior attrice protagonista in un'opera teatrale. Nel 2019 interpretò nuovamente Lear nella tragedia shakespeariana, questa a volta a Broadway per la regia di Sam Gold. Sempre nello stesso anno, tornò a recitare in televisione per la prima volta in venticinque anni nel film TV Elizabeth Is Missing e per la sua interpretazione vinse il British Academy Television Award per la miglior attrice nel 2020. Nel 2022 tornò nuovamente a recitare per il cinema a fianco di Michael Caine nel film The Great Escaper, diretto da Oliver Parker, in uscita nel 2023.

## Vita privata
Nel 1958 si sposò con Roy Hodges, dal quale ebbe un figlio. La coppia ha poi divorziato nel 1976.

## Filmografia

### Cinema
- The Extra Day, regia di William Fairchild (1956)
- Io sono un campione (This Sporting Life), regia di Lindsay Anderson (1963)
- Marat/Sade, regia di Peter Brook (1967)
- Tell Me Lies, regia di Peter Brook (1968)
- Negatives, regia di Peter Medak (1968)
- Donne in amore (Women in Love), regia di Ken Russell (1969)
- L'altra faccia dell'amore (The Music Lovers), regia di Ken Russell (1970)
- Domenica, maledetta domenica (Sunday Bloody Sunday), regia di John Schlesinger (1971)
- Il boy friend (The Boy Friend), regia di Ken Russell (1971)
- Maria Stuarda, regina di Scozia (Mary, Queen of Scots), regia di Charles Jarrott (1971)
- Triplo eco (The Triple Echo), regia di Michael Apted (1972)
- La storia di Lady Hamilton (Bequest to the Nation), regia di James Cellan Jones (1973)
- Un tocco di classe (A Touch of Class), regia di Melvin Frank (1973)
- Le serve (The Maids), regia di Christopher Miles (1974)
- Il sorriso del grande tentatore, regia di Damiano Damiani (1974)
- Il mistero della signora Gabler (Hedda), regia di Trevor Nunn (1975)
- Una romantica donna inglese (The Romantic Englishwoman), regia di Joseph Losey (1975)
- Sarah Bernhardt - La più grande attrice di tutti i tempi (The Incredibile Sarah), regia di Richard Fleischer (1976)
- Cattive abitudini (Nasty Habits), regia di Michael Lindsay-Hogg (1977)
- Adorabile canaglia (The Class of Miss McMichael), regia di Silvio Narizzano (1978)
- Visite a domicilio (House Calls), regia di Howard Zieff (1978)
- Stevie, regia di Robert Enders (1978)
- Marito in prova (Lost and Found), regia di Malvin Frank (1979)
- Health, regia di Robert Altman (1980)
- 2 sotto il divano (Hopscotch), regia di Ronald Neame (1980)
- Prigioniero del passato (The Return of the Soldier), regia di Alan Bridges (1982)
- Giro City, regia di Karl Francis (1982)
- Tartaruga ti amerò (Turtle Diary), regia di John Irvin (1985)
- Ordinaria discriminazione (Business as Usual), regia di Lezli-An Barrett (1987)
- Terapia di gruppo (Beyond Therapy), regia di Robert Altman (1987)
- L'ultima Salomè (Salome's Last Dance), regia di Ken Russell (1988)
- Doombeach, regia di Colin Finbow (1989)
- Il re del vento (King of the Wind), regia di Peter Duffell (1989)
- La vita è un arcobaleno (The Rainbow), regia di Ken Russell (1989)
- Secret Love (Mothering Sunday), regia di Eva Husson (2021)
- Fuga in Normandia (The Great Escaper), regia di Oliver Parker (2023)

### Televisione
- Z Cars – serie TV, episodi "Act of Vengeance"-"By the Book" (1963)
- Horror of Darkness – film TV (1965)
- Half Hour Story – serie TV, episodio "Which of These Two Ladies Is He Married To?" (1967)
- The Wednesday Play – serie TV, episodi "Horror of Darkness"-"Let's Murder Vivaldi" (1965-1968)
- Armchair Theatre – serie TV, episodio "Home Movies" (1968)
- ITV Saturday Night Theatre – serie TV, episodio "Salve Regina" (1969)
- Play of the Month – serie TV, episodio "Howards End" (1970)
- Elisabetta Regina (Elizabeth R) – miniserie TV (1971)
- La storia di Patricia Neal (The Patricia Neal Story), regia di Anthony Harvey, Anthony Page – film TV (1981)
- Sacharov, regia di Jack Gold – film TV (1984)
- American Playhouse serie TV, episodio Strange Interlude (1988)
- The Real Story of Humpty Dumpty (1990) (voce) Direttamente in Vhs
- T-Bag's Christmas Ding Dong, regia di Glyn Edwards – film TV (1990)
- A Murder of Quality, regia di Gavin Millar – film TV (1991)
- The House of Bernarda Alba, regia di Stuart Burge – film TV (1991)
- The Secret Life of Arnold Bax, regia di Ken Russell – film TV (1992)
- A Wave of Passion: The Life of Alexandra Kollontai – film TV (1994) (voce)
- Elizabeth Is Missing, regia di Aisling Walsh – film TV (2019)

## Teatro
- L'idiota, da Fëdor Dostoevskij, adattato da Jose Ruben, regia di John Crockett. Lyric Hammersmith di Londra (1962)
- Theatre of Cruelty, regia di Peter Brook. LAMDA Theatre Club di Londra (1964)
- I paraventi, di Jean Genet, regia di Peter Brook e Charles Marowitz. Donmar Warehouse di Londra (1964)
- La persecuzione e l'assassinio di Jean-Paul Marat, rappresentato dalla compagnia filodrammatica dell'ospizio di Charenton sotto la guida del marchese de Sade, di Peter Weiss, regia di Peter Brook. Aldwych Theatre di Londra (1964)
- L'ebreo di Malta, di Christopher Marlowe, regia di Clifford Williams. Aldwych Theatre di Londra (1964)
- Pene d'amor perdute, di William Shakespeare, regia di John Barton. Royal Shakespeare Theatre di Stratford-upon-Avon (1965)
- Il signor Puntila e il suo servo Matti, di Bertolt Brecht, regia di Michel Saint-Denis. Aldwych Theatre di Londra (1965)
- Amleto, di William Shakespeare, regia di Peter Hall. Royal Shakespeare Theatre di Stratford-upon-Avon (1965)
- L'istruttoria, di Peter Weiss, regia di Peter Brook. Aldwych Theatre di Londra (1965)
- La persecuzione e l'assassinio di Jean-Paul Marat, rappresentato dalla compagnia filodrammatica dell'ospizio di Charenton sotto la guida del marchese de Sade, di Peter Weiss, regia di Peter Brook. Tour britannico (1965)
- La persecuzione e l'assassinio di Jean-Paul Marat, rappresentato dalla compagnia filodrammatica dell'ospizio di Charenton sotto la guida del marchese de Sade, di Peter Weiss, regia di Peter Brook. Martin Beck Theatre di New York (1965)
- US, di Denis Canan, regia di Peter Brook. Aldwych Theatre di Londra (1966)
- Hedda Gabler, di Henrik Ibsen, regia di Trevor Nunn. Aldwych Theatre di Londra (1974) e tour britannico (1975)
- Il diavolo bianco (o Vittoria Corombona), di John Webster, regia di Michael Lindsay-Hogg. Old Vic di Londra (1975)
- Stevie, di Hugh Whitemore. Vaudeville Theatre di Londra (1977)
- Antonio e Cleopatra, di William Shakespeare, regia di Peter Brook. Royal Shakespeare Theatre di Stratford-upon-Avon (1978)
- Antonio e Cleopatra, di William Shakespeare, regia di Peter Brook. Aldwych Theatre di Londra (1979)
- Rose, di Andrew Davies, regia di Alan Dossor. Duke of York's Theatre di Londra (1980)
- Rose, di Andrew Davies, regia di Alan Dossor. Cort Theatre di New York (1981)
- Great and small, di Botho Strauß, regia di Keith Hack. Theatre Royal di Bath (1982)
- Summit Conference, di Robert David MacDonald, regia di Philip Prowse. Lyric Theatre di Londra (1982)
- Strano interludio, di Eugene O'Neill, regia di Keith Hack. Duke of York's Theatre di Londra (1984)
- Strano interludio, di Eugene O'Neill, regia di Keith Hack. Nederlander Theatre di New York (1985)
- Fedra, di Racine, regia di Philip Prowse. Old Vic di Londra (1984)
- Across from garden of Allah, di Charles Wood, regia di Ron Daniels. Theatre Royal di Bath (1985)
- La casa di Bernarda Alba, di Federico García Lorca, regia di Nuria Espert. Lyric Hammersmith di Londra (1986)
- Macbeth, di William Shakespeare, regia di Zoe Caldwell, con Christopher Plummer. Martin Hellinger Theatre di New York (1989)
- Chi ha paura di Virginia Woolf?, scritto e diretto da Edward Albee, con John Lithgow. James A. Doolittle Theatre di Los Angeles (1989)
- Scenes from an execution, di Howard Barker, regia di Ian McDiarmid. Almeida Theatre di Londra (1989)
- Madre Coraggio e i suoi figli, di Bertolt Brecht, regia di Philip Prowse. Citizen' Theatre di Glasow (1989)
- Il lutto si addice ad Elettra, di Eugene O'Neill, regia di Philip Prowse. Citizen' Theatre di Glasow (1990)
- Re Lear, di William Shakespeare, regia di Deborah Warner. Old Vic di Londra (2016)
- Tre donne alte, di Edward Albee, regia di Joe Mantello, con Laurie Metcalf. John Golden Theatre di New York (2018)
- Re Lear, di William Shakespeare, regia di Sam Gold. Cort Theatre di New York (2019)

## Riconoscimenti
- Premio Oscar
  - 1971 – Miglior attrice per Donne in amore
  - 1972 – Candidatura alla miglior attrice per Domenica, maledetta domenica
  - 1974 – Miglior attrice per Un tocco di classe
  - 1976 – Candidatura alla miglior attrice per Il mistero della signora Gabler
- Golden Globe
  - 1971 – Candidatura alla miglior attrice in un film drammatico per Donne in amore
  - 1972 – Candidatura alla miglior attrice in un film drammatico per Maria Stuarda, regina di Scozia
  - 1974 – Miglior attrice in un film commedia o musicale per Un tocco di classe
  - 1976 – Candidatura alla miglior attrice in un film drammatico per Il mistero della signora Gabler
  - 1977 – Candidatura alla migliore attrice in un film drammatico per Sarah Bernhardt - La più grande attrice di tutti i tempi
  - 1979 – Candidatura alla miglior attrice in un film drammatico per Stevie
  - 1982 – Candidatura alla miglior attrice in una mini-serie o film per la televisione per La storia di Patricia Neal
  - 1985 – Candidatura alla miglior attrice in una mini-serie o film per la televisione per Sakharov
- BAFTA
  - 1970 – Candidatura alla miglior attrice protagonista per Donne in amore
  - 1972 – Miglior attrice protagonista per Domenica, maledetta domenica
  - 1977 – Candidatura alla miglior attrice protagonista per Un tocco di classe
- David di Donatello
  - 1972 – David speciale per Maria Stuarda, regina di Scozia
  - 1976 – Miglior attrice straniera per Il mistero della signora Gabler
- Premio Laurence Olivier
  - 1977 – Candidatura alla migliore attrice in una nuova opera teatrale per Stevie
  - 1979 – Candidatura alla migliore attrice in un revival per Antonio e Cleopatra
  - 1980 – Candidatura alla migliore attrice in una nuova opera teatrale per Rose
  - 1984 – Candidatura alla migliore attrice in un revival per Strano interludio
  - 2017 – Candidatura alla migliore attrice per Re Lear
- Primetime Emmy Awards
  - 1972 – Miglior attrice protagonista in una serie drammatica per Elisabetta Regina
- Tony Award
  - 1966 – Candidatura alla miglior attrice non protagonista in un'opera teatrale per Marat/Sade
  - 1981 – Candidatura alla miglior attrice protagonista in un'opera teatrale teatrale per Rose
  - 1985 – Candidatura alla miglior attrice protagonista in un'opera teatrale per Strano interludio
  - 1988 – Candidatura alla miglior attrice protagonista in un'opera teatrale per Macbeth
  - 2018 – Miglior attrice protagonista in un'opera teatrale per Tre donne alte
- Festival internazionale del cinema di San Sebastián
  - 1973 – Migliore attrice per Un tocco di classe

## Doppiatrici italiane
Nelle versioni in italiano delle opere in cui ha recitato, Glenda Jackson è stata doppiata da:
- Rita Savagnone in Donne in amore, L'altra faccia dell'amore, Il boy friend, Elisabetta Regina, Un tocco di classe, Una romantica donna inglese, Sarah Bernhardt - La più grande attrice di tutti i tempi, Marito in prova, Prigioniero del passato, Tartaruga ti amerò
- Benita Martini in Domenica, maledetta domenica
- Adriana De Roberto in Maria Stuarda, regina di Scozia
- Maria Pia Di Meo in Il sorriso del grande tentatore
- Valeria Valeri in 2 sotto il divano
- Vittoria Febbi in Secret Love
- Melina Martello in Fuga in Normandia